# Geelbuikschildpad
De geelbuikschildpad (Trachemys scripta scripta) is een schildpad uit de familie van de moerasschildpadden (Emydidae). Het is een ondersoort van de lettersierschildpad (Trachemys scripta). De wetenschappelijke naam van de ondersoort werd gepubliceerd in 1792 door Johann David Schoepff.

## Uiterlijke kenmerken
De afmetingen van een volwassen schildpad verschillen per sekse; de vrouwtjes worden veel groter dan de mannetjes. Vrouwtjes bereiken een schildlengte tot maximaal 27 centimeter. Daarnaast hebben mannetjes een langere staart en relatief lange nagels aan de voorpoten, vooral oudere exemplaren. Het schild is bij oudere dieren vrij bol, bij jongere exemplaren nog plat en de schildplaten hebben aan de achterzijde doornachtige punten. Al deze kenmerken vervagen naarmate het dier ouder wordt. Ook hebben jongere dieren een landkaart-tekening op de schildplaten en een meer afstekende tekening op de huid. Een typisch kenmerk is de S-vormige gele streep op de zijkant van de kop.

## Algemeen

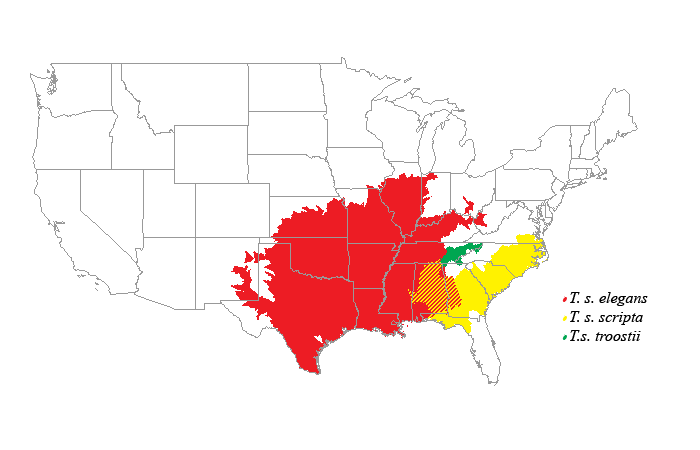
Natuurlijk verspreidingsgebied in de Verenigde Staten van :
roodwangschildpad
geelbuikschildpad
geelwangschildpad

De geelbuikschildpad komt oorspronkelijk uit het zuidoosten van de Verenigde Staten en het noordoosten van Mexico. De biotoop bestaat uit moerassen, rivierarmen en meren met liefst stilstaand water. Het is een dagactieve schildpad die graag zont op boomstammen en een temperatuur van boven de 20 °C prefereert; er wordt geen winterslaap gehouden. Op het menu staan kleine waterdiertjes en waterplanten; de schildpad is omnivoor.

## Exoot
In Nederland en België is de geelbuikschildpad op verschillende plaatsen ontsnapt of uitgezet door mensen die hun schildpad dumpten. De ondersoort wordt nu bijna overal gevonden. In de vrije natuur kunnen geelbuikschildpadden een bedreiging vormen voor inheemse flora en fauna. Het klimaat in de Benelux is te koud voor succesvolle voortplanting, maar sommige dieren kunnen zich jarenlang handhaven. Bij verdere opwarming van het klimaat valt in de toekomst succesvolle voortplanting niet uit te sluiten.

## Gevangenschap
Toen er in 1997 een invoerverbod op de roodwangschildpad (Trachemys scripta elegans) kwam, schakelde de handel over op twee andere ondersoorten van Trachemys scripta: de geelwangschildpad (Trachemys scripta troostii) en deze ondersoort. Sinds 2017 staat de soort, inclusief de ondersoorten op de lijst van invasieve exoten die zorgwekkend zijn voor de Europese Unie.
De schildpad is vrij gemakkelijk in leven te houden, eet bijna alles en is redelijk handtam. Nadeel bij in de natuur gevangen exemplaren is dat  parasieten mee kunnen komen. De levensverwachting van de schildpad is dertig jaar. Er zijn exemplaren bekend die een leeftijd van meer dan 40 jaar bereikt hebben.